# Vorgebirge
Het Vorgebirge (ook wel Villehang; Ripuarisch: Vüürjebirsh) is een langgerekte, lage heuvelrug in de Duitse deelstaat Noordrijn-Westfalen, die zich van de Keulse Bocht ten westen van Keulen en Bonn uitstrekt tot in de Rhein-Erft-Kreis en de Rhein-Sieg-Kreis.
Het Vorgebirge maakt deel uit van de hoogten van de Ville. Het verwijst met name naar de hellingen van de Ville naar de laagvlakte van de Rijn tussen Bonn-Duisdorf en Hürth-Kendenich (mogelijk tot Frechen). In vroegere tijden werden deze twee termen vaak als synoniemen van elkaar gebruikt.

## Blik vanaf het Vorgebirge in de richting van de Rijn

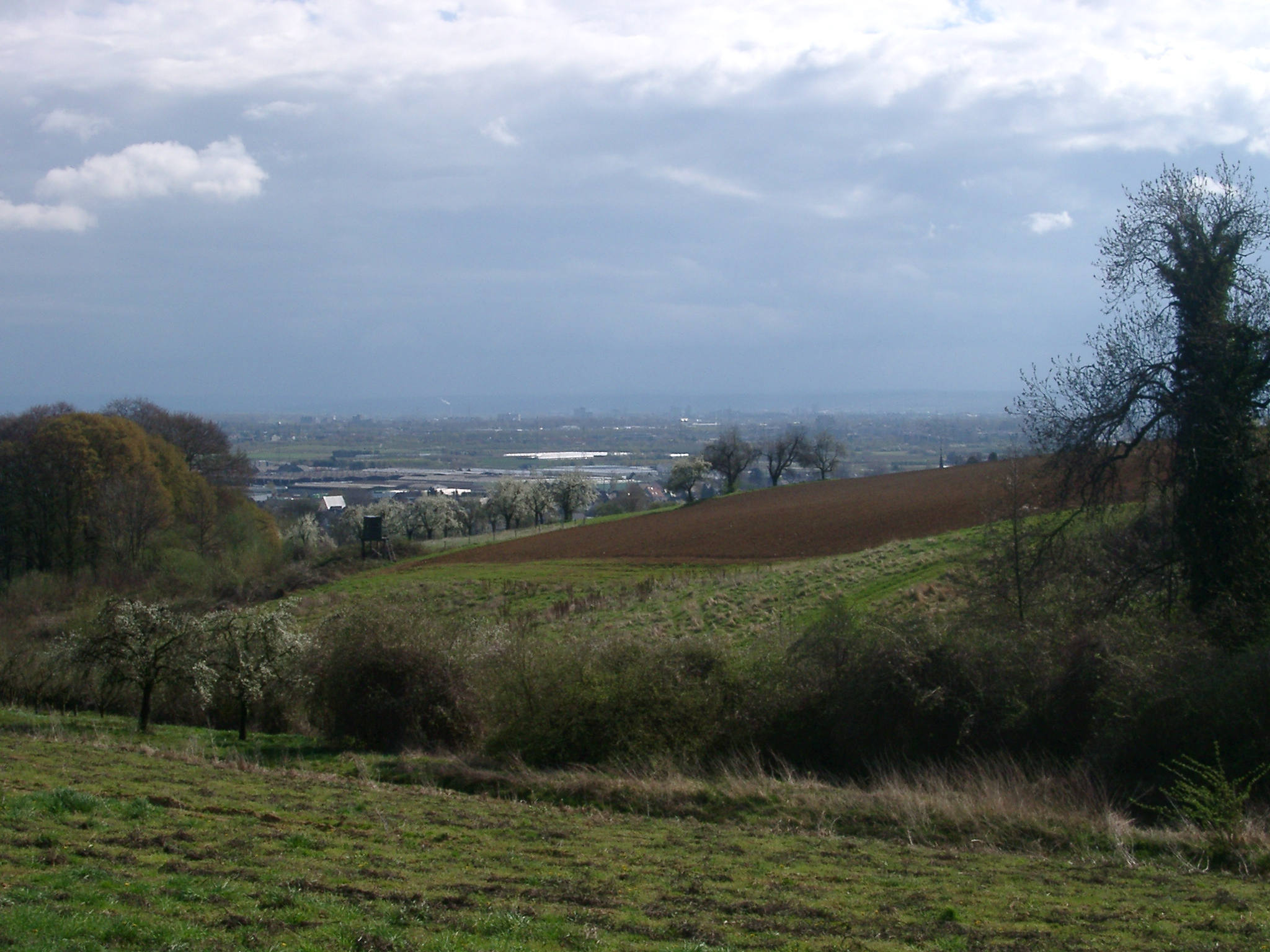
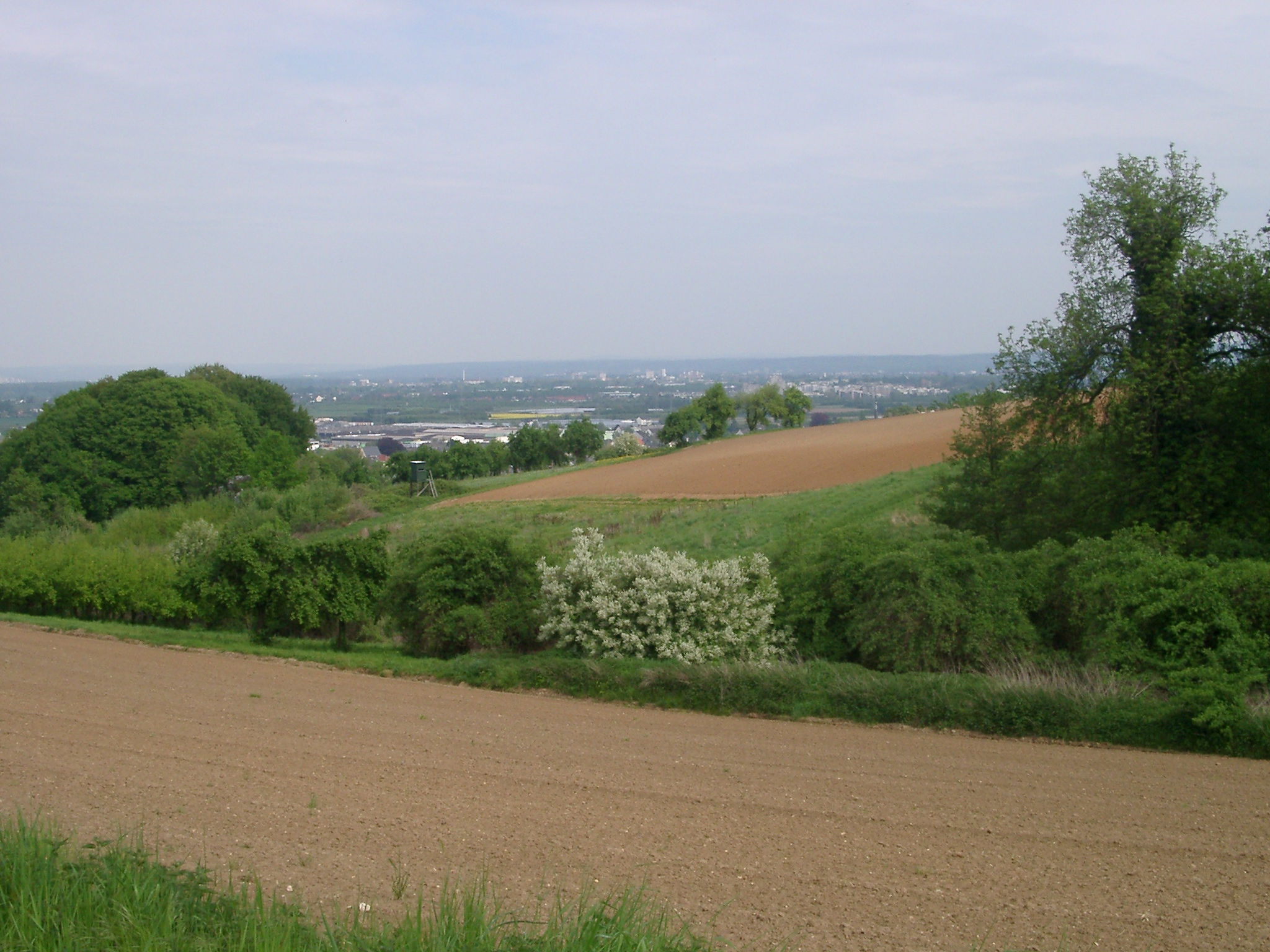
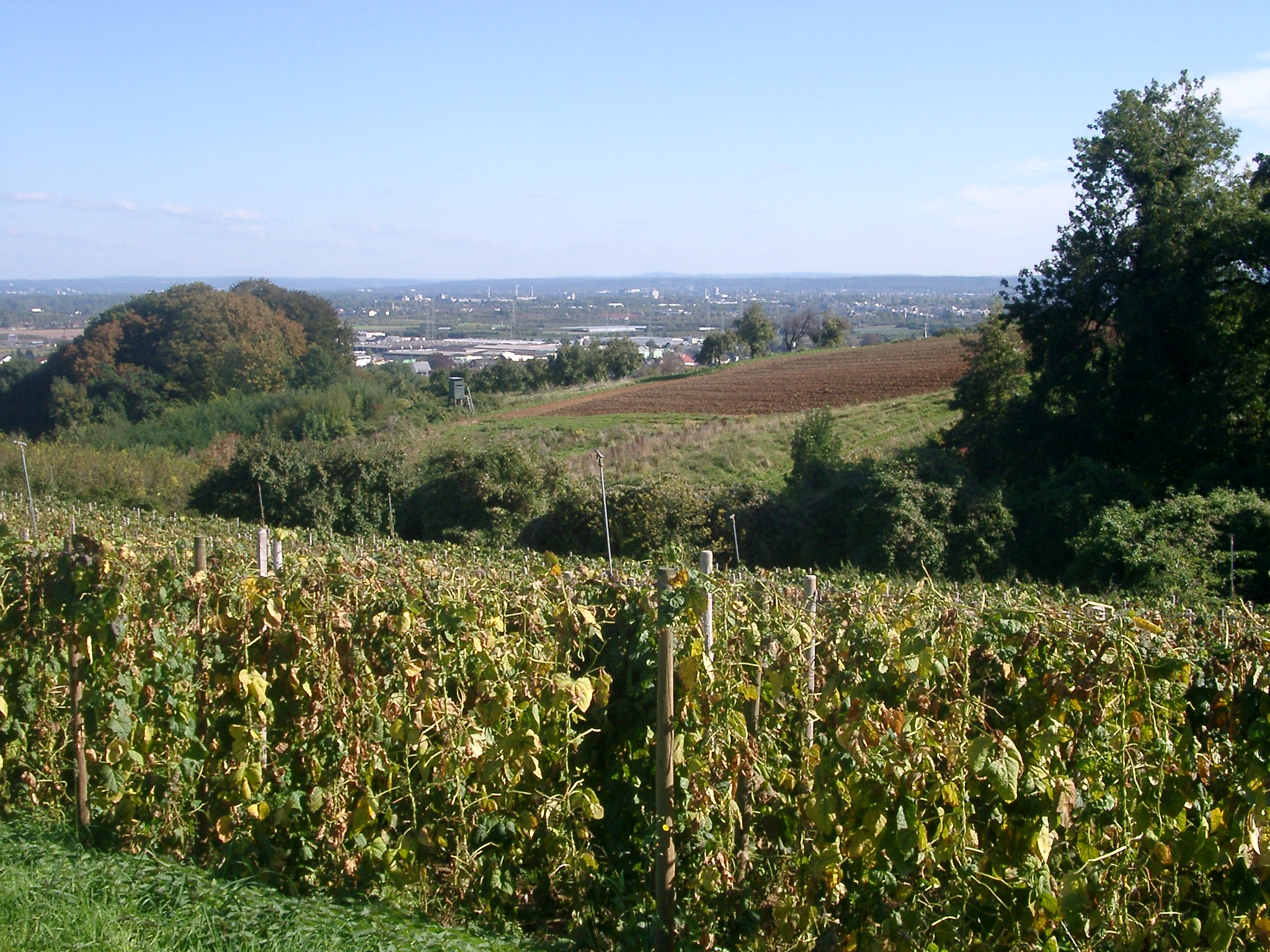
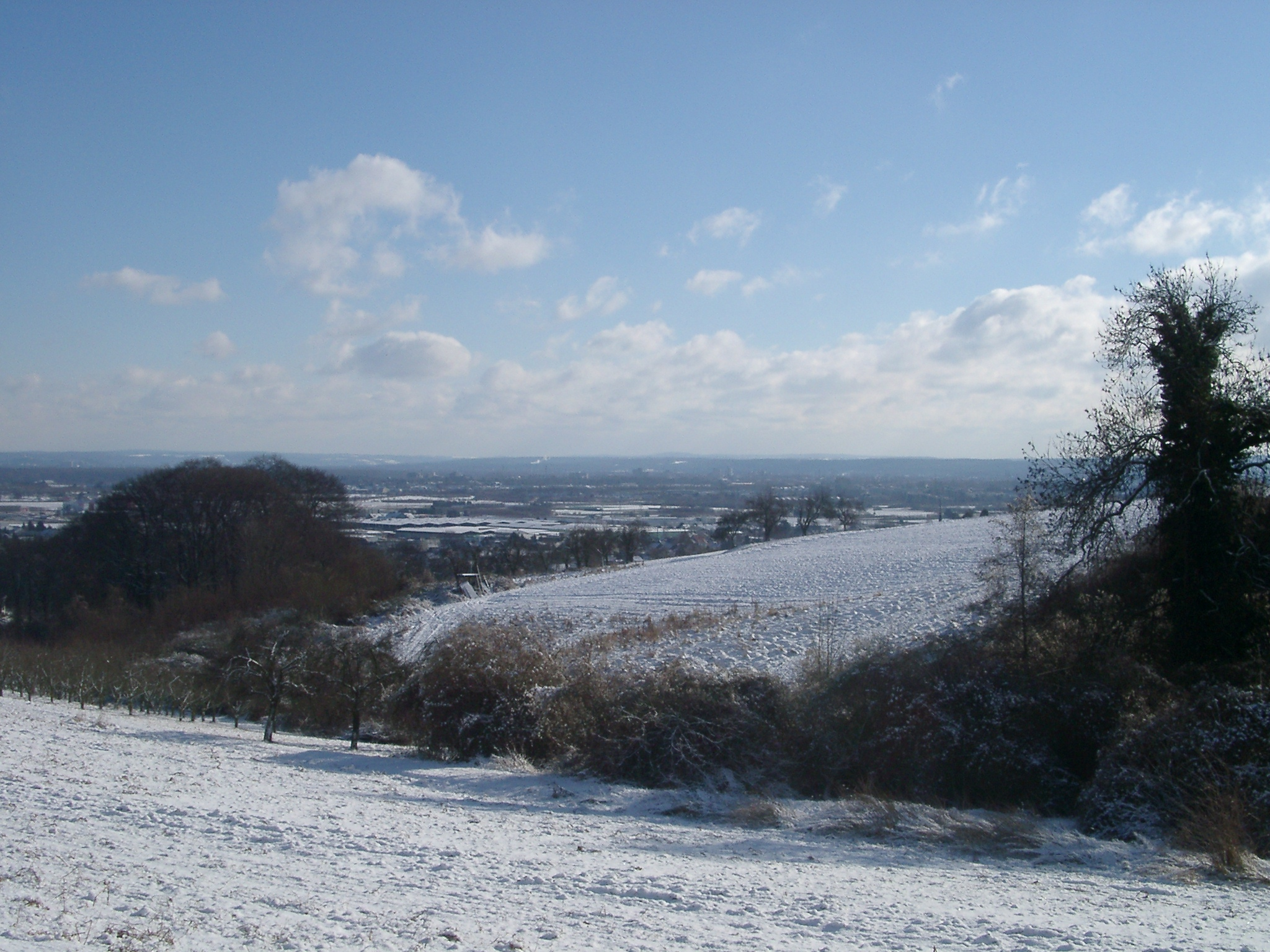